# Sayal
El sayal es una tela rústica, generalmente de lana, que se fabricaba ya en la época medieval. Debido a su bajo precio y su rusticidad se empleaba para lobas de viaje y protecciones —tipo cortina— en las puertas. También fue preferida para el hábito de religiosos (franciscanos), ermitaños y penitentes.

## El sayal franciscano

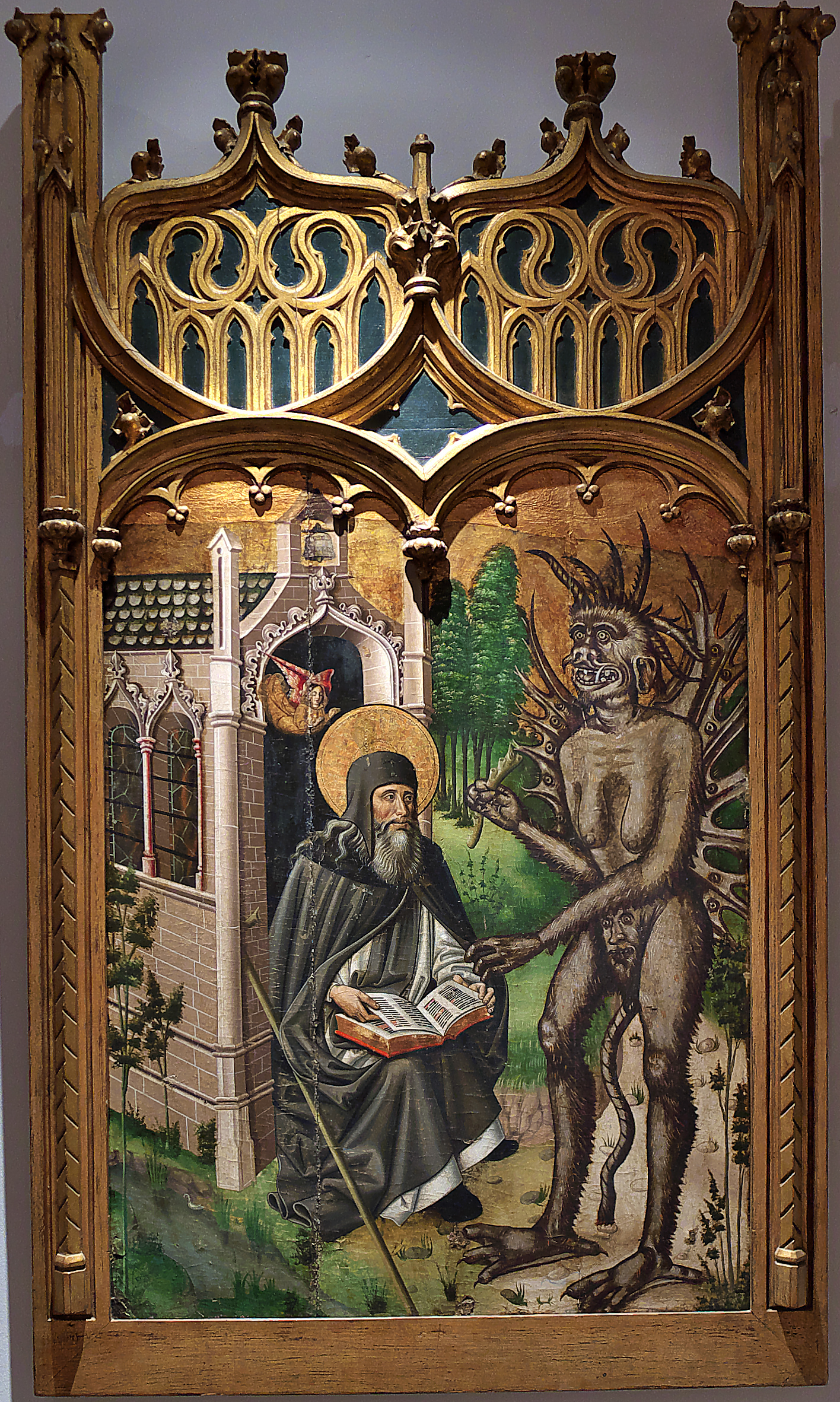
San Antonio Abad viste sayal con capucha

El origen del sayal, según una de las tradiciones franciscanas, se da en los primeros pasos de san Francisco de Asís como religioso entregado al servicio de Dios. La historia cuenta que el famoso santo italiano, queriendo imitar en todo a su Señor, quiso vestir como los hombres más humildes y pobres de su tierra. Aquel sayal sería el que llevaría toda su vida y el que con sumo amor, sus hermanos adoptarían como hábito para toda la orden. Con el correr de los siglos, el sayal fue cambiando hasta su forma y color actual.

## El sayal en los textos
Fragmento biográfico de la Vida Primera de Celano:

"Pero cierto día se leía en esta iglesia el evangelio que narra cómo el Señor había enviado a sus discípulos a predicar; presente allí el santo de Dios, no comprendió perfectamente las palabras evangélicas; terminada la misa, pidió humildemente al sacerdote que le explicase el evangelio. Como el sacerdote le fuese explicando todo ordenadamente, al oír Francisco que los discípulos de Cristo no debían poseer ni oro, ni plata, ni dinero; ni llevar para el camino alforja, ni bolsa, ni pan, ni bastón; ni tener calzado, ni dos túnicas, sino predicar el reino de Dios y la penitencia (40), al instante, saltando de gozo, lleno del Espíritu del Señor, exclamó: «Esto es lo que yo quiero, esto es lo que yo busco, esto es lo que en lo más íntimo del corazón anhelo poner en práctica».

Rebosando de alegría, se apresura inmediatamente el santo Padre a cumplir la doctrina saludable que acaba de escuchar; no admite dilación alguna en comenzar a cumplir con devoción lo que ha oído. Al punto desata el calzado de sus pies, echa por tierra el bastón y, gozoso con una túnica, se pone una cuerda en lugar de la correa. Desde este momento se prepara una túnica en forma de cruz para expulsar todas las ilusiones diabólicas; se la prepara muy áspera, para crucificar la carne con sus vicios y pecados; se la prepara, en fin, pobrísima y burda, tal que el mundo nunca pueda ambicionarla. Todo lo demás que había escuchado se esfuerza en realizarlo con la mayor diligencia y con suma reverencia. Pues nunca fue oyente sordo del Evangelio sino que, confiando a su feliz memoria cuanto oía, procuraba cumplirlo a la letra sin tardanza".

En la obra de Tirso aparece varias veces, como este ejemplo de Antona García (1636):

La seda junto al sayal
fuerza es que parezca mal.